# Unione Sportiva Audace San Michele 1938-1939
Questa voce raccoglie le informazioni riguardanti l'Unione Sportiva Audace San Michele nelle competizioni ufficiali della stagione 1938-1939.

## Rosa
| N. |                   | Ruolo | Calciatore         |
| -- | ----------------- | ----- | ------------------ |
|    | Italia (bandiera) | A     | Antonio Barbieri   |
|    | Italia (bandiera) | C     | Mario Brazzoli     |
|    | Italia (bandiera) |       | Radames Buzzi      |
|    | Italia (bandiera) | D     | Virginio Cartosio  |
|    | Italia (bandiera) |       | Renzo Formenti     |
|    | Italia (bandiera) |       | Vittorio Madinelli |
|    | Italia (bandiera) | P     | Oreste Martinello  |
|    | Italia (bandiera) | C     | Andrea Milani      |

| N. |                   | Ruolo | Calciatore       |
| -- | ----------------- | ----- | ---------------- |
|    | Italia (bandiera) | C     | Giulio Pellicari |
|    | Italia (bandiera) |       | Federico Pisani  |
|    | Italia (bandiera) |       | Bruno Rossetti   |
|    | Italia (bandiera) | D     | Edoardo Veneri   |
|    | Italia (bandiera) |       | Giuseppe Viviani |
|    | Italia (bandiera) |       | Gino Zambon      |
|    | Italia (bandiera) |       | Giovanni Zamboni |